# Литовщина (річка)
Лито́вщина — річка в Україні, ліва притока річки Мала Тернівка (басейн Дніпра). Протікає на півдні Харківської області та північному сході Дніпропетровської області. 

## Опис
Довжина 15 км, похил річки — 1,4 м/км. Формується з 1 притоки та багатьох водойм. Площа басейну 109 км².

## Розташування
Литовщина бере початок з водойми на південно-західній стороні від села Нестеліївки. Спочатку тече на південний захід, а потім на захід і біля села Варламівки впадає у річку Малу Тернівку, праву притоку Самари. 
Населені пункти вздовж  берегової смуги: Мальцівське, Литовщина, Василівка.

## Історія
Колишня назва Рябоконова.